# Goran Kujundžić
Goran Kujundžić (Subotica, 28. travnja 1976.) je likovni umjetnik iz zajednice Hrvata iz Vojvodine. Akademski je slikar i grafičar.  Živi i radi u Osijeku.

## Umjetnički rad
Kao autor djeluje unutar geometrijske apstrakcije. Usredotočuje se na ponavljanje i razradu linearnih oblika koji daju optičke efekte, potencira crno-bijele odnose, naglašava plošnost crteža ili njegovu trodimenzionalnu strukturu“ koji podsjećaju na tkanje ili na računalno generiranje oblika digitalne grafike. Pri tome rabi najmanja moguća sredstva, spaja red, umnažanje i slučaj. Služi se drvenim bojicama, olovkom ili tušem, a osnovnu kompozicijsku os ne zadaje.

## Životopis
U Subotici je završio srednju elektrotehničku školu, a u Zagrebu je završio Akademiju likovnih umjetnosti u klasi prof. Miroslava Šuteja.  Bio je učenikom slikarskog pedagoga Stipana Šabića.
Izlagao je na skupnim izložbama. U Hrvatskoj je skupno izlagao u Zagrebu u Galeriji Matice hrvatske zajedno s Leom Vidaković, Verom Đenge i Srđanom Milodanovićem (Paralelni procesi), u Varaždinu u Klubu Europa media u Hrvatskom narodnom kazalištu, u Požegi u Gradskom muzeju, u Šibeniku u Galeriji svetog Krševana i tako dalje. U Subotici je skupno izlagao u Modernoj galeriji Likovni susret te u još nekoliko gradova po Vojvodini, a u organizaciji Zavoda za kulturu vojvođanskih Hrvata.
Samostalno je izlagao u Osijeku u Galeriji Kazamat (Istkani kodovi), u Zagrebu u galeriji Događanja u KC Peščenici (Repeticije), u Vinkovcima u Gradskom muzeju, Galeriji likovnih umjetnosti Slavko Kopač i drugdje.
Sudjelovao je na Međunarodnoj umjetničkoj koloniji Stipan Šabić koja se održala se na salašu Paje Đurasevića na Bunariću u organiziciji Hrvatske likovne udruge «Cro Art».
Docent je na Učiteljskom fakultetu u Osijeku gdje predaje kolegije Likovna kultura i Likovna kultura u integriranom kurikulu
Član je Hrvatskog društva likovnih umjetnika, ogranak Osijek.

## Nagrade
2003. je bio dobitnikom prve nagrade na Pasionskoj baštini u Zagrebu, za temu Moj doživljaj muke. Iste godine ga je zagrebačka ALU nagradila za uspjeh tijekom studija i diplomskog rada.